# Bundeskasse

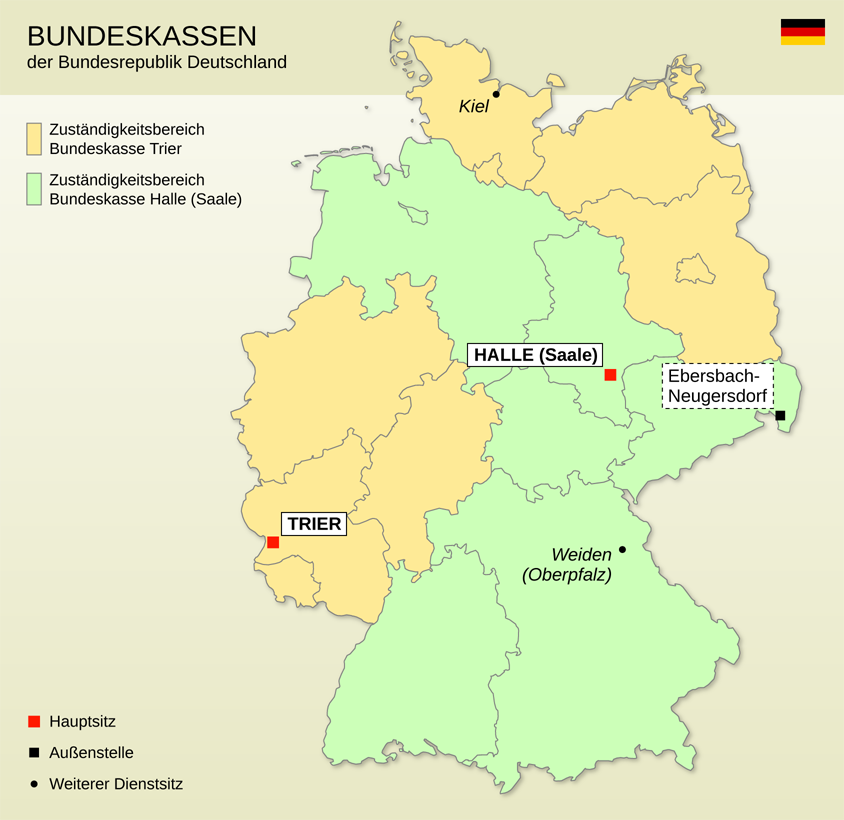
Mapa místní příslušnosti spolkových pokladen Halle a Trevír

Spolková pokladna (německy Bundeskasse) je německý spolkový úřad podřízený Generálnímu ředitelství cel SRN. Odborný dozor vykonává Spolkové ministerstvo financí SRN.

## Úkoly
Spolkové pokladny plní úkoly v oblasti plateb a účetnictví podle Spolkového rozpočtového řádu (Bundeshaushaltsordnung; BHO) a vedou spolkové účetnictví. Kromě toho jsou odpovědné za vyúčtování spolkových finančních prostředků s jinými úřady (zemskými finančními úřady u spolkové daně).

## Místní působnost
Od 1. ledna 2012 existují dvě spolkové pokladny:
- Spolková pokladna Halle (Saale) s pobočkou Ebersbach-Neugersdorf a dalším pracovištěm Weiden in der Oberpfalz Mitte (příslušná pro spolkové země Brémy, Dolní Sasko, Sasko, Sasko-Anhaltsko, Durynsko, Bavorsko a Bádensko-Württembersko)
- Spolková pokladna Trevír s dalším pracovištěm v Kielu (příslušná pro spolkové země Porýní-Falc, Hesensko, Severní Porýní–Vestfálsko, Sársko, Hamburk, Šlesvicko-Holštýnsko, Meklenbursko-Přední Pomořansko, Berlín, Braniborsko)

Dle § 79 odst. 2 Spolkového rozpočtového řádu byla navíc u Kompetenčního centra pro Spolkovou pokladnu a účetnictví (KKR) zřízena Centrální spolková pokladna.